# Мангалын Дугэрсурэн
Мангалын Дугэрсурэн  (монг. Мангалын Дугэрсурэн (15 февраля 1922 года,   — 2002) — монгольский политик, член Великого государственного хурала Монголии, дважды министр иностранных дел Монголии в 1963—1968 и 1976—1988 годах.

## Биография
- С 1941 по 1944 год — школьный учитель.
- В 1944-1946 годах учился в Монгольском государственном университете, а в 1946-1951 годах — на юридическом факультете МГИМО (один из первых монгольских выпускников), по специальности юрист-международник.
- С 1951 года на дипломатической работе. В 1951-1953 годах — заместитель заведующего и заведующий отделом МИД МНР.
- В 1953-1954 годах — секретарь ЦК Монгольского революционного союза молодёжи.
- В 1954-1956 годах — заместитель министра юстиции.
- В 1956-1958 годах — заместитель министра иностранных дел.
- В 1958-1961 годах — чрезвычайный и полномочный посол Монгольской Народной Республики в Республике Индия, Бирме и Непале.
- В 1962-1963 годах — первый заместитель министра иностранных дел.
- 26 марта 1963 - 27 июля 1968 года — министр иностранных дел.
- В 1968-1972 годах — постоянный представитель МНР в Организации Объединенных Наций.
- В 1972-1976 годах — постоянный представитель МНР при отделении ООН в Женеве.
- 24 августа 1976 - 22 июня 1988 год — вновь министр иностранных дел.
- В 1988-1991 годах — вновь постоянный представитель МНР в Организации Объединенных Наций.

Был членом ЦК Монгольской народно-революционной партии в 1963-1990 годах. Депутат Великого народного хурала Монголии в 1963-69 и с 1977 года.

Отличался антикитайскими взглядами.

## Награды
- Орден Сухэ-Батора (1981 год).
- Орден Дружбы (13 декабря 2001 года, Россия) — за большой вклад в развитие дружбы и сотрудничества между Российской Федерацией и Монголией[1].
- Орден Дружбы народов (12 февраля 1982 года, СССР) — за заслуги в деле укрепления братской дружбы и всестороннего сотрудничества между СССР и МНР и в связи с шестидесятилетием со дня рождения[2].